# Racking horse
Le Racking horse est une race de chevaux d'allures provenant des États-Unis.

## Histoire
Cette race de chevaux doit son existence à la constitution d'un registre généalogique fondé sur la présence d'une allure spécifique à quatre temps nommée en anglais américain racking gait. Ce registre a intégré dès ses origines de nombreux chevaux provenant de races très différentes.
La Racking Horse Breeders Association of America est officiellement reconnue par le Département de l'Agriculture des États-Unis en 1971.

## Description
Il mesure en moyenne 1,57 m,.
Il possède une tête fine, de profil généralement rectiligne. Les yeux sont recherchés grands. L'encolure est longue, les épaules inclinées, et le dos long. La croupe est inclinée et plutôt ronde, avec une queue attachée haut. Les membres sont fins et allongés. Selon le standard de la race, ce cheval doit avoir une bonne ossature et des pieds suffisamment grands pour éviter les boiteries. 

### Robe
Toutes les couleurs de robes sont possibles et autorisées. Ce cheval peut être bai, bai-brun, noir, alezan, gris, ou porteur de robes diluées telles que le palomino. Les robes pie (spotted) sont possibles.

### Tempérament et allures
Cette race déploie des allures supplémentaires. Son allure typique, le rack, est un amble rompu à quatre temps qui permet d'atteindre des vitesses relativement élevées. Cette allure est également nommée single foot car elle comporte un moment durant lequel le cheval n'a plus qu'un pied posé au sol. La sélection porte sur la vitesse de déplacement plutôt que sur une élévation exagérée du genou.
Le tempérament est réputé calme.

## Utilisations
Ce cheval est utilisé pour de la randonnée et pour des présentations et exhibitions (shows). Il a la particularité d'être présenté en exhibitions par des éleveurs amateurs sans usage d'artifices tels que des fers lourds ou des modifications du port de queue.

## Diffusion de l'élevage
Cette race de chevaux est plus populaire dans le sud-est des États-Unis. La Racking Horse Breeders Association of America revendique 80 000 chevaux enregistrés en 2012.
Il a été désigné cheval symbole officiel de l'Alabama en 1975.